# Yannick Aubiège Azangue
Yannick Aubiège Azangue (* 7. Juli 1988 in Kamerun) ist eine kamerunische Boxerin. Sie war 2015 Teilnehmerin der Afrikaspiele.

## Leben
Azangue ist Goldmedaillengewinnerin in der Klasse unter 69 kg bei den Afrikanischen Amateur-Boxmeisterschaften der Frauen 2010 in Yaoundé. 2014 gewann sie die Bronzemedaille in der Klasse unter 75 kg bei den Afrikanischen Amateur-Boxmeisterschaften der Frauen in Yaoundé und bei den Afrikanischen Spielen 2015 in Brazzaville. Sie qualifiziert sich nicht für die Olympischen Spiele 2016. Sie gewann die Goldmedaille in der Klasse bis 69 kg bei den Afrikanischen Meisterschaften 2017 und nahm an den Commonwealth Games 2018 teil.